# Моріон (мінерал)
Моріо́н — чорний або темно-бурий кварц, різновид раухтопазу. Застаріла назва — морморіо́н (Plinius Secundus, 77).

## Загальний опис
Напівпрозорий димчастий кварц, що просвічує буро-чорним кольором. Часто майже непрозорий, цілком чорний.
Розповсюдження: в альпійських жилах Альп Австрії та Швейцарії, у Маунт-Епетайт (Оберн, штат Мен, США), а також Франція, Росія (Урал), Казахстан, Мадагаскар, Бразилія. В Україні є в межах Українського щита.
Застосовують у оптиці, радіотехніці, ювелірній справі.

## Галерея

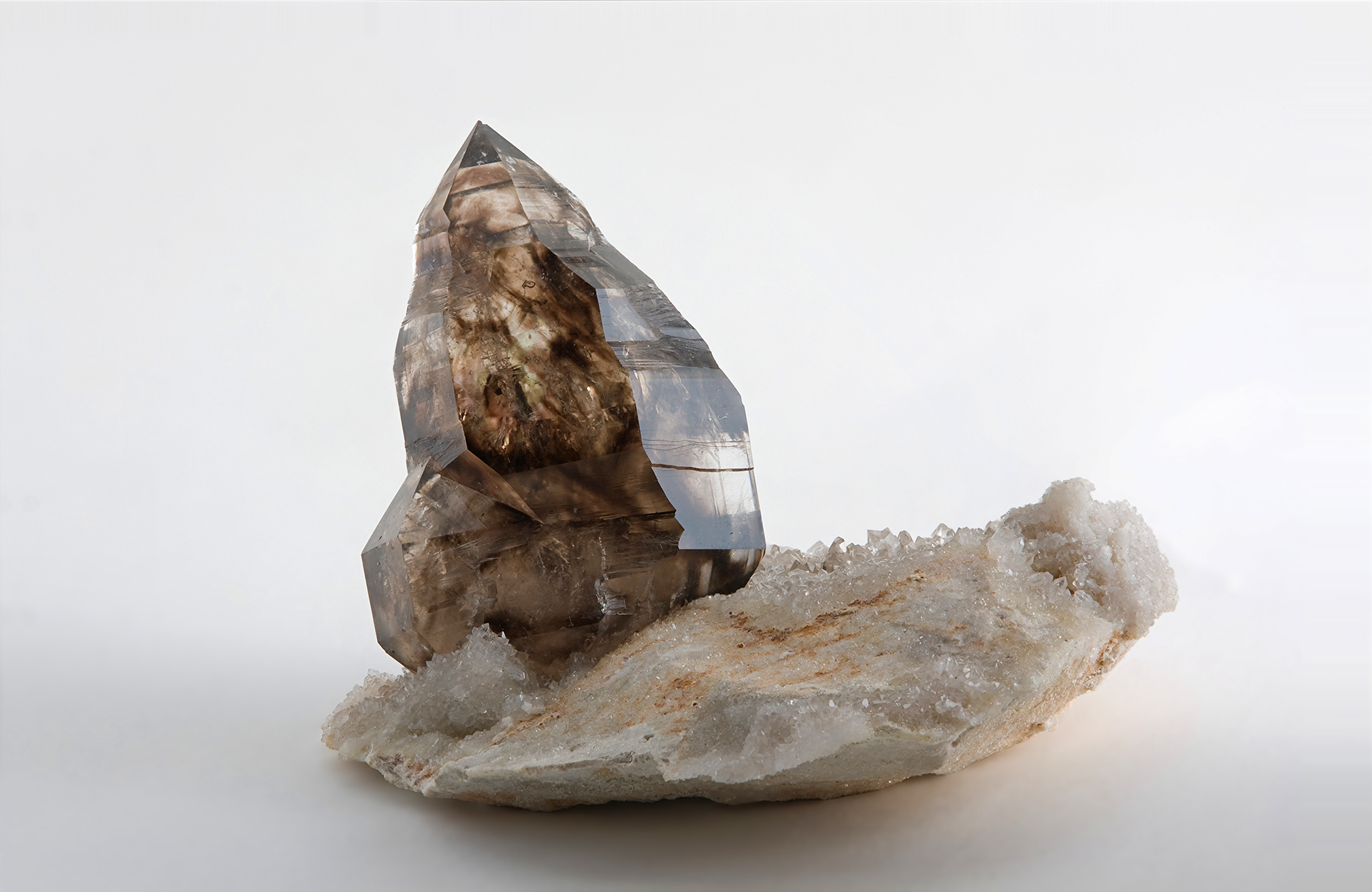
Зразок моріону з Австралії, штат Вікторія.
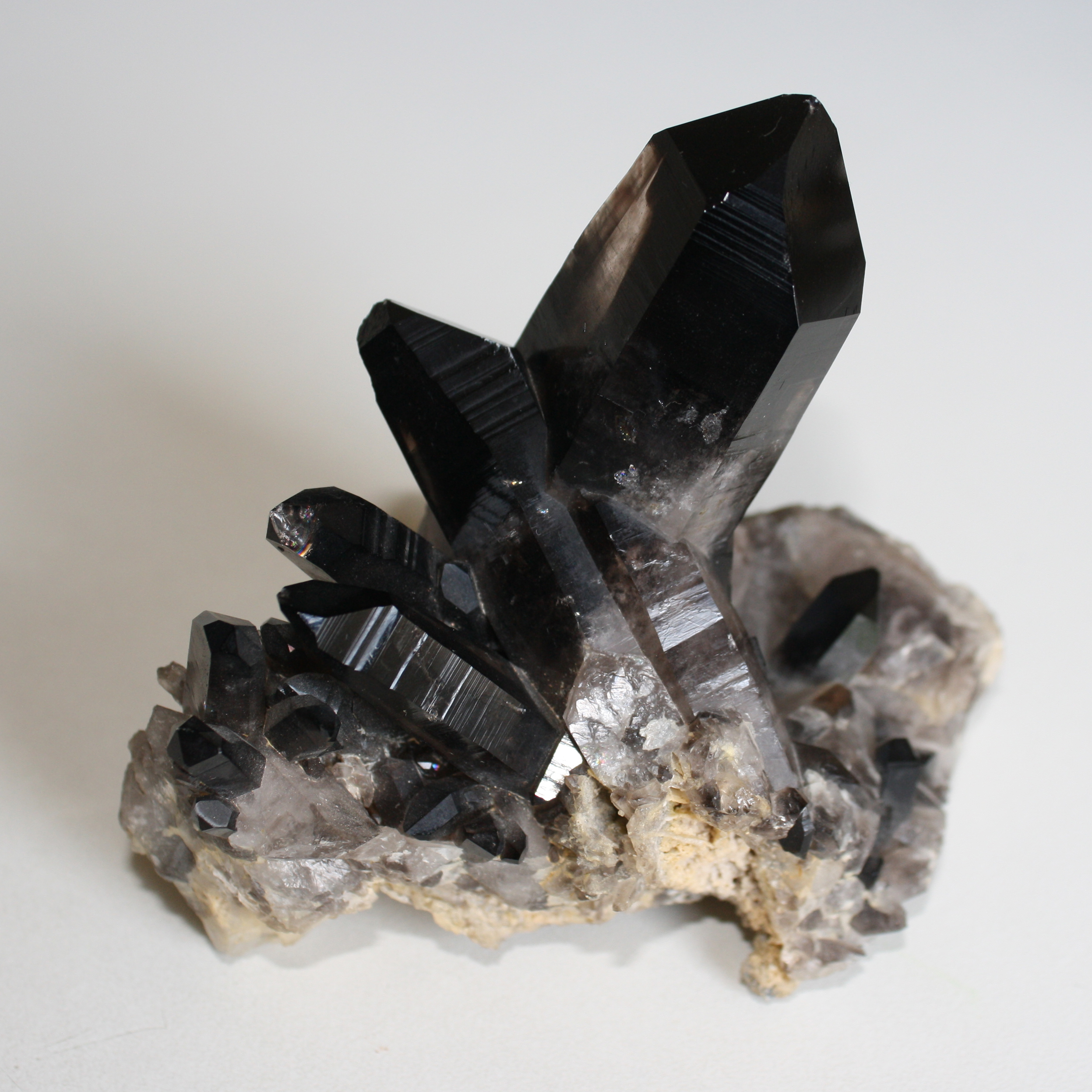
Друза кристалів моріону.
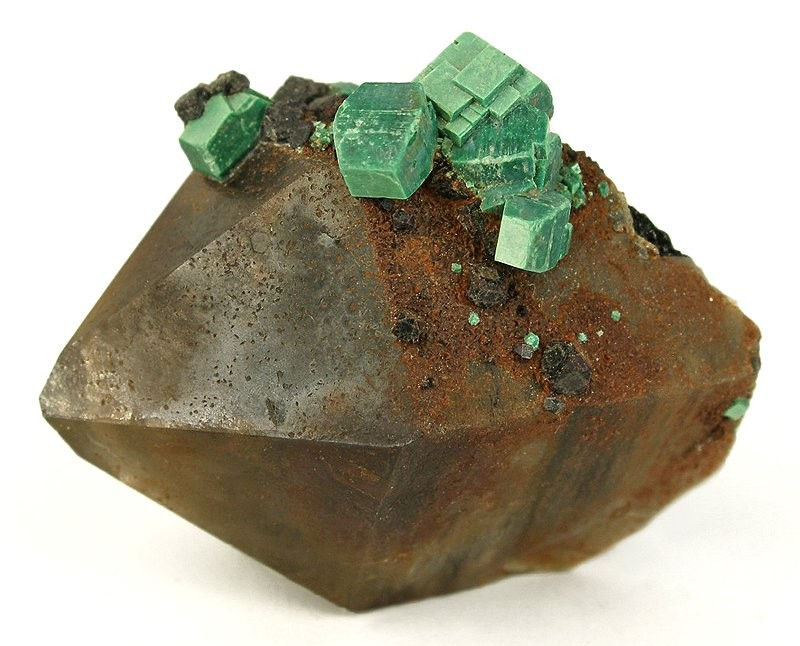
Кристали метацейнериту на кристалі моріону.
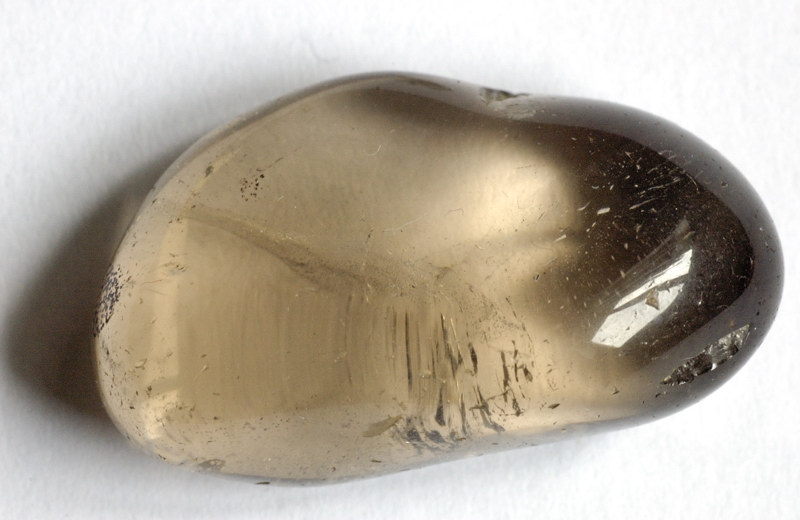
Уламок моріону обкатаний у струмку.
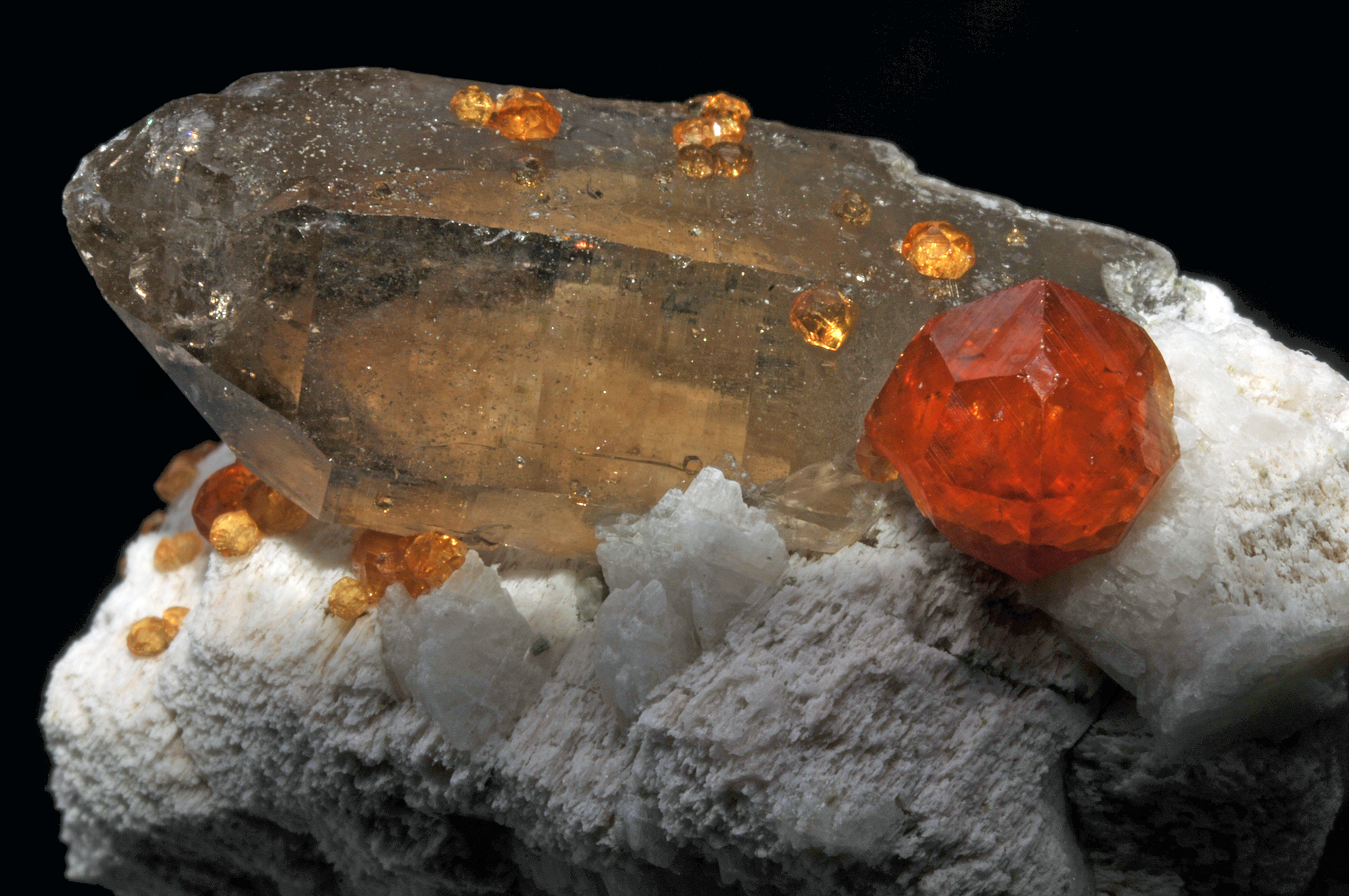
Кристал моріону з вкрапленнями спесартинів, спесартинова шахта, провінція Фуцзянь, Китай.
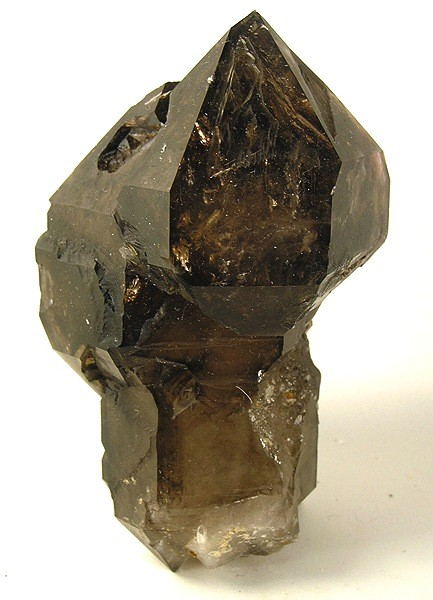
Зразок великого кристалу моріону з Невади, США.
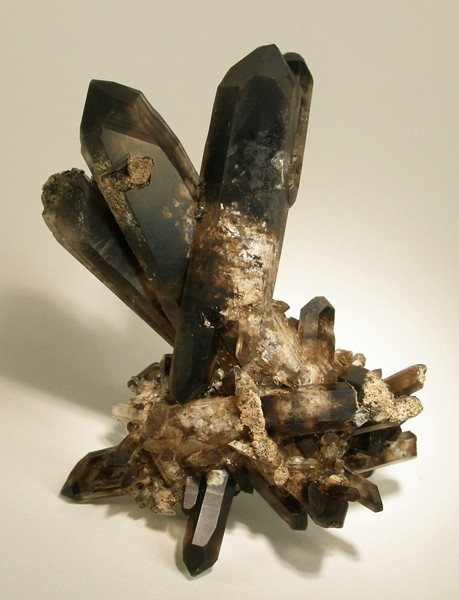
Двосторонній кластер кристалів з роздвоєнням на кінці кристалу. Знайдені в Намаленді, ПАР. Найдовший кристал — 8,1 см.
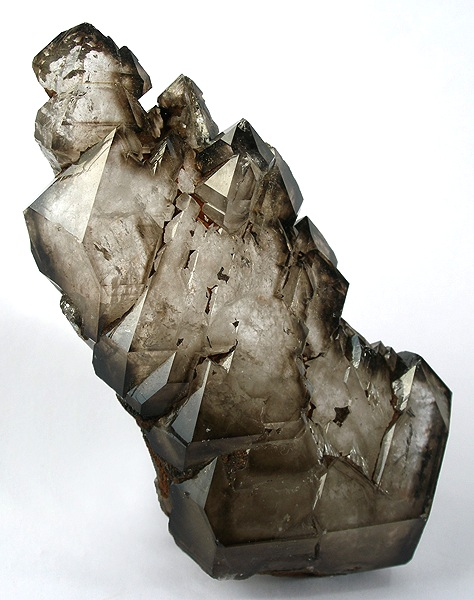
Приклад кристалу типу alligator quartz.
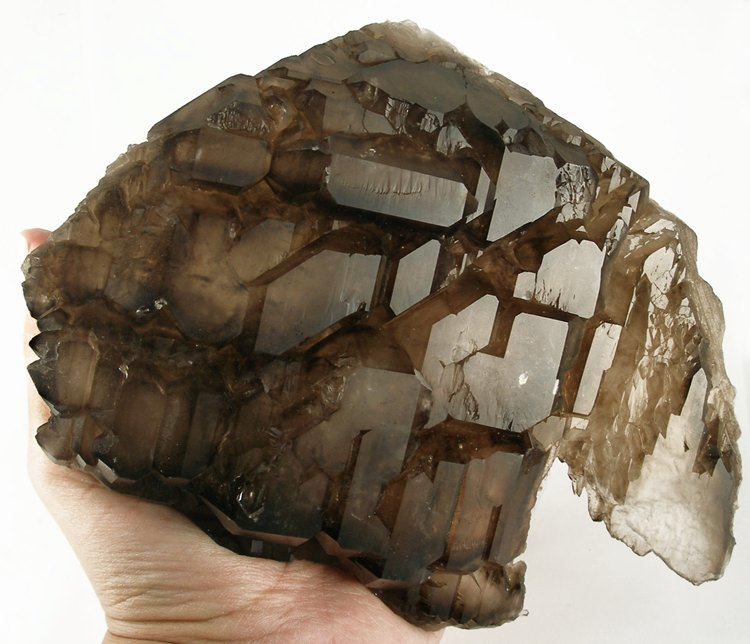
Зразок знайдений у Мінас-Жерайсі.